# 1980–1981-es UEFA-kupa
Az 1980–1981-es UEFA-kupa győztese az angol Ipswich Town volt, akik a kétmérkőzéses döntőben a holland AZ Alkmaar csapatát győzték le 5–4-es összesítéssel. Az Ipswich Town-nak ez volt az első és egyetlen UEFA-kupa-győzelme.

## Első kör
| 1. csapat            | Össz.    | 2. csapat               | 1. mérk. | 2. mérk. |
| -------------------- | -------- | ----------------------- | -------- | -------- |
| Zbrojovka Brno       | 5–1      | SK VOEST Linz           | 3–1      | 2–0      |
| 1. FC Kaiserslautern | 3–3 (ig) | Anderlecht              | 1–0      | 2–3      |
| 1. FC Magdeburg      | 5–3      | Moss FK                 | 2–1      | 3–2      |
| AZ Alkmaar           | 10–0     | Red Boys Differdange    | 6–0      | 4–0      |
| Ballymena United     | 2–4      | Vorwärts Frankfurt      | 2–1      | 0–3      |
| Dynamo Dresden       | 2–0      | Napredak Kruševac       | 1–0      | 1–0      |
| Argeș Pitești        | 0–2      | Utrecht                 | 0–0      | 0–2      |
| Bohemians Praha      | 4–3      | Sporting Gijón          | 3–1      | 1–2      |
| Gyinamo Kijev        | 1–1 (ig) | Levszki Szófia          | 1–1      | 0–0      |
| Sahtar Doneck        | 1–3      | Eintracht Frankfurt     | 1–0      | 0–3      |
| Sochaux              | 3–2      | Servette                | 2–0      | 1–2      |
| Twente               | 5–3      | IFK Göteborg            | 5–1      | 0–2      |
| Fenerbahçe SK        | 1–3      | Beroe Sztara Zagora     | 0–1      | 1–2      |
| FC Porto             | 1–0      | Dundalk                 | 1–0      | 0–0      |
| Grasshoppers         | 8–3      | Kjøbenhavns Boldklub    | 3–1      | 5–2      |
| Hamburger SV         | 7–5      | Sarajevo                | 4–2      | 3–3      |
| IF Elfsborg          | 1–2      | St. Mirren              | 1–2      | 0–0      |
| Ipswich Town         | 6–4      | Arisz Thesszaloniki     | 5–1      | 1–3      |
| IA                   | 0–10     | 1. FC Köln              | 0–4      | 0–6      |
| Juventus FC          | 6–4      | Panathinaikósz          | 4–0      | 2–4      |
| KSC Lokeren          | 2–1      | Gyinamo Moszkva         | 1–1      | 1–0      |
| KuPS                 | 0–14     | Saint-Étienne           | 0–7      | 0–7      |
| LASK Linz            | 2–6      | Radnički Niš            | 1–2      | 1–4      |
| Manchester United    | 1–1 (ig) | Widzew Łódź             | 1–1      | 0–0      |
| PSV Eindhoven        | 3–2      | Wolverhampton Wanderers | 3–1      | 0–1      |
| RWD Molenbeek        | 3–4      | Torino                  | 1–2      | 2–2 (hu) |
| Śląsk Wrocław        | 2–7      | Dundee United           | 0–0      | 2–7      |
| Sliema Wanderers     | 0–3      | Barcelona               | 0–2      | 0–1      |
| Standard Liège       | 3–2      | Steaua București        | 1–1      | 2–1      |
| Újpesti Dózsa        | 1–2      | Real Sociedad           | 1–1      | 0–1      |
| Vasas                | 1–2      | Boavista                | 0–2      | 1–0      |
| VfB Stuttgart        | 10–1     | Pezoporikosz Larnaka    | 6–0      | 4–1      |

## Második kör
| 1. csapat            | Össz.    | 2. csapat           | 1. mérk. | 2. mérk. |
| -------------------- | -------- | ------------------- | -------- | -------- |
| Zbrojovka Brno       | 2–3      | Real Sociedad       | 1–1      | 1–2      |
| 1. FC Kaiserslautern | 2–4      | Standard Liège      | 1–2      | 1–2      |
| 1. FC Köln           | 4–1      | Barcelona           | 0–1      | 4–0      |
| Dundee United        | 1–1 (ig) | KSC Lokeren         | 1–1      | 0–0      |
| FC Utrecht           | 3–4      | Eintracht Frankfurt | 2–1      | 1–3      |
| Sochaux              | 3–2      | Boavista            | 2–2      | 1–0      |
| Twente               | 1–1 (ig) | Dynamo Dresden      | 1–1      | 0–0      |
| FC Porto             | 2–3      | Grasshoppers        | 2–0      | 0–3 (hu) |
| Ipswich Town         | 3–2      | Bohemians Praha     | 3–0      | 0–2      |
| Beroe Sztara Zagora  | 1–3      | Radnički Niš        | 0–1      | 1–2      |
| Levszki Szófia       | 1–6      | AZ Alkmaar          | 1–1      | 0–5      |
| PSV Eindhoven        | 2–3      | Hamburger SV        | 1–1      | 1–2      |
| St. Mirren           | 0–2      | Saint-Étienne       | 0–0      | 0–2      |
| Torino               | 3–2      | 1. FC Magdeburg     | 3–1      | 0–1      |
| VfB Stuttgart        | 7–2      | Vorwärts Frankfurt  | 5–1      | 2–1      |
| Widzew Łódź          | 4–4 (bp) | Juventus FC         | 3–1      | 1–3      |

## Harmadik kör
| 1. csapat           | Össz.    | 2. csapat      | 1. mérk. | 2. mérk. |
| ------------------- | -------- | -------------- | -------- | -------- |
| Eintracht Frankfurt | 4–4 (ig) | Sochaux        | 4–2      | 0–2      |
| Grasshoppers        | 3–3 (bp) | Torino         | 2–1      | 1–2      |
| Hamburger SV        | 0–6      | Saint-Étienne  | 0–5      | 0–1      |
| Ipswich Town        | 5–1      | Widzew Łódź    | 5–0      | 0–1      |
| KSC Lokeren         | 3–2      | Real Sociedad  | 1–0      | 2–2      |
| Radnički Niš        | 2–7      | AZ Alkmaar     | 2–2      | 0–5      |
| Standard Liège      | 5–2      | Dynamo Dresden | 1–1      | 4–1      |
| VfB Stuttgart       | 4–5      | 1. FC Köln     | 3–1      | 1–4 (hu) |

## Negyeddöntő
| 1. csapat      | Össz. | 2. csapat    | 1. mérk. | 2. mérk. |
| -------------- | ----- | ------------ | -------- | -------- |
| Saint-Étienne  | 2–7   | Ipswich Town | 1–4      | 1–3      |
| AZ Alkmaar     | 2–1   | KSC Lokeren  | 2–0      | 0–1      |
| Grasshoppers   | 1–2   | Sochaux      | 0–0      | 1–2      |
| Standard Liège | 2–3   | 1. FC Köln   | 0–0      | 2–3      |

## Elődöntő
| 1. csapat    | Össz. | 2. csapat  | 1. mérk. | 2. mérk. |
| ------------ | ----- | ---------- | -------- | -------- |
| Sochaux      | 3–4   | AZ Alkmaar | 1–1      | 2–3      |
| Ipswich Town | 2–0   | 1. FC Köln | 1–0      | 1–0      |

## Döntő
| 1. csapat    | Össz. | 2. csapat  | 1. mérk. | 2. mérk. |
| ------------ | ----- | ---------- | -------- | -------- |
| Ipswich Town | 5–4   | AZ Alkmaar | 3–0      | 2–4      |

## Külső hivatkozások
- Hivatalos oldal
- Eredmények az RSSSF.com-on